# Gluviopsis butes
Gluviopsis butes är en spindeldjursart som beskrevs av Delle Cave och Alberto M. Simonetta 1971. Gluviopsis butes ingår i släktet Gluviopsis och familjen Daesiidae. Inga underarter finns listade i Catalogue of Life.